# Never Say Never (Kim-Wilde-Album)
Never Say Never (englisch für „Sag niemals nie“) ist das zehnte Studioalbum der britischen Sängerin Kim Wilde. Es wurde am 8. September 2006 bei EMI Music veröffentlicht und stellt ihr Comeback nach elfjähriger weitgehender Albumpause dar.

## Entstehung und Inhalt
Auf diesem Album arbeitete Wilde außer mit ihrem jüngeren Bruder Ricky Wilde – nach dem Erfolg von Anyplace, Anywhere, Anytime 2003 – mit dem früheren Nena-Mitglied Uwe Fahrenkrog-Petersen zusammen. Das Album tendiert nach den teils Dance-orientierten Veröffentlichungen der 1990er wieder mehr zum Pop-Rock, beinhaltet aber nach wie vor auch viele elektronische Elemente. Als erste Single wurde vorab eine neue Version ihres Hits You Came veröffentlicht. Auch weitere Songs wie Kids in America (mit Charlotte Hatherley), Cambodia oder You Keep Me Hangin’ On (mit Nena) sind in neuen Versionen enthalten. Das Frontcover zeigt Wilde in einem dunkelblauen Blazer und Jeans.

## Titelliste
| Nr. | Titel                                                | Autor(en)                                        | Länge |
| --- | ---------------------------------------------------- | ------------------------------------------------ | ----- |
| 1.  | Perfect Girl                                         | Ricky Wilde, Uwe Fahrenkrog-Petersen             | 3:46  |
| 2.  | You Came 2006                                        | Kim Wilde, Ricky Wilde                           | 3:10  |
| 3.  | Together We Belong                                   | Kim Wilde, Ricky Wilde, Fahrenkrog-Petersen      | 4:16  |
| 4.  | Forgive Me                                           | Kim Wilde, Fahrenkrog-Petersen, Gena Wernik      | 3:55  |
| 5.  | Four Letter Word 2006                                | Ricky Wilde, Marty Wilde                         | 4:34  |
| 6.  | You Keep Me Hangin’ On 2006 (featuring Nena)         | Brian Holland, Lamont Dozier, Edward Holland     | 3:10  |
| 7.  | Baby Obey Me                                         | Kim Wilde, Ricky Wilde, R.E. Orrall, Jeff Coplan | 3:13  |
| 8.  | Kids in America 2006 (featuring Charlotte Hatherley) | Marty Wilde, Ricky Wilde                         | 3:23  |
| 9.  | I Fly                                                | Orrall, Coplan                                   | 2:59  |
| 10. | Game Over                                            | Ricky Wilde, Steve DuBerry                       | 3:49  |
| 11. | Lost Without You                                     | Ricky Wilde, DuBerry                             | 4:06  |
| 12. | View from a Bridge 2006                              | Ricky Wilde, Marty Wilde                         | 3:55  |
| 13. | Maybe I’m Crazy                                      | Ricky Wilde, Thomas, Good                        | 4:05  |
| 14. | Cambodia (Paul Oakenfold-Remix)                      | Ricky Wilde, Marty Wilde                         | 5:19  |

## Charts und Chartplatzierungen
Never Say Never erreichte in Deutschland Rang 17 der Albumcharts und platzierte sich sieben Wochen in den Top 100. Es ist das elfte Chartalbum für Wilde in Deutschland. In Österreich erreichte das Album in fünf Chartwochen mit Rang 22 seine höchste Chartnotierung, in der Schweizer Hitparade in neun Chartwochen mit Rang elf. In der Schweiz erreichte Wilde mit Never Say Never zum zehnten Mal die Albumcharts, in Österreich ist es ihr fünftes Chartalbum. Darüber hinaus erreichte das Album auch Chartplatzierungen in Belgien, Finnland, Frankreich und der Niederlande.
| ChartsChartplatzierungen | Höchstplatzierung | Wochen |
| ------------------------ | ----------------- | ------ |
| Deutschland (GfK)        | 17 (7 Wo.)        | 7      |
| Österreich (Ö3)          | 22 (5 Wo.)        | 5      |
| Schweiz (IFPI)           | 11 (9 Wo.)        | 9      |